# Trachypus cerinus
Trachypus cerinus là một loài rêu trong họ Trachypodaceae. Loài này được (Hook. & Wilson) Mitt. mô tả khoa học đầu tiên năm 1859.